# Moïse sauvé des eaux (Véronèse, Dijon)
Pour les articles homonymes, voir Moïse sauvé des eaux.
Moïse sauvé des eaux – en italien Mosè salvato dalle acque – est un tableau réalisé par le peintre italien Paul Véronèse vers 1580. Cette huile sur toile est une peinture chrétienne qui représente un épisode de l'Ancien Testament, l'instant où Moïse encore nourrisson est retiré des eaux du Nil par la fille du Pharaon. Propriété de la commune française de Dijon, en Côte-d'Or, l'œuvre est conservée au musée des Beaux-Arts de Dijon.

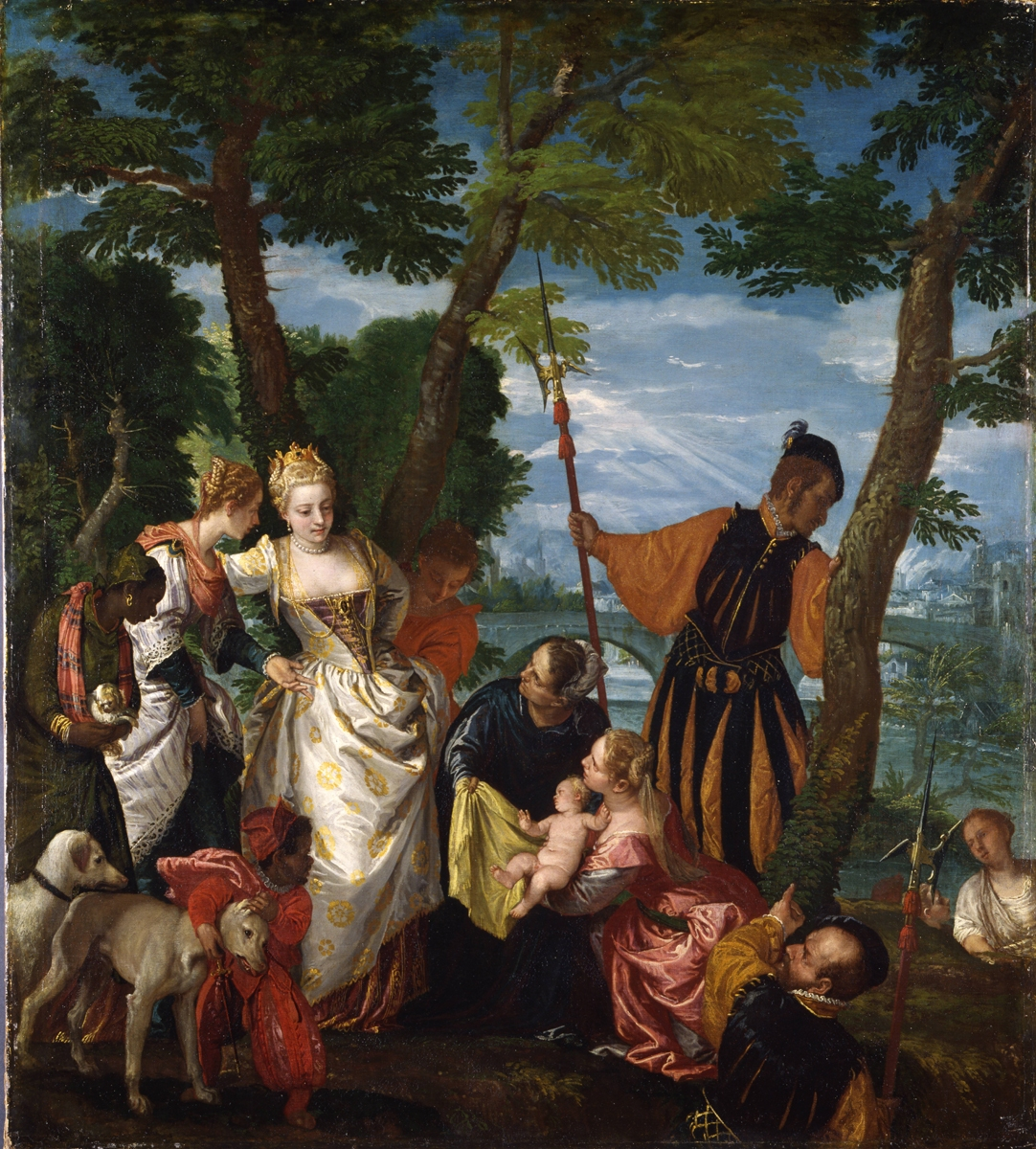
Moïse sauvé des eaux, vers 1581 – Musée des Beaux-Arts de Lyon, Lyon.